# Iglesia de San Martín (Gausach)
La iglesia de San Martín (en occitano: glèisa de Sant Martin), es un edificio religioso situado en la parte baja de la entidad municipal descentralizada de Gausach, del municipio de Viella y Medio Arán. Ejerce de iglesia parroquial, está dedicada a San Martín de Tours y forma parte del Inventario del Patrimonio Arquitectónico de Cataluña. La iglesia, gótica con presencia de elementos constructivos pertenecientes a finales del románico, es una de las más notables del Valle de Arán.

## Descripción
Se articula en una nave cubierta con bóveda de arista, de tres tramos con capillas laterales, y ábside poligonal cubierto con bóveda de rincón de claustro. El elemento arquitectónico más destacado el campanario, del siglo XV, es de planta ochavada y tres pisos con aperturas para las campanas en el superior, y una cubierta piramidal de «licorella», conformando una torre gótica fortificada que debió tener un uso defensivo. El cuerpo inferior del campanario, de planta cuadrada, forma un atrio de entrada al templo, con bóveda de nervadura, que da al portal, formado por una serie de arquivoltas en degradación de arco apuntado.

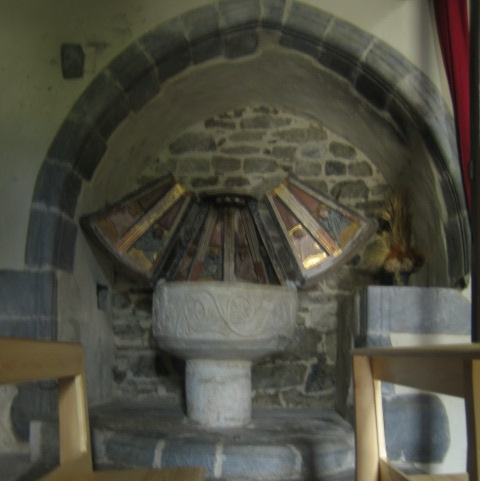
Pila bautismal románica de San Martín de Gausach

En el interior se conservan dos pilas románicas; una de agua bendita semicircular empotrada en el muro y decorada con ornamentación de vegetales de poco relieve y un cordón trenzado en la parte inferior, y una pila bautismal, emparentada estilísticamente con las de Viella, Begós, Escuñau o Betlán, entre otras del valle. La iconografía de la pila se centra en motivos de figuración humana completados con un ritmo ondulante de origen vegetal –tallos y hojas–, con la inclusión de estrellas de cinco y seis puntas. La presencia de motivos como la flor de lis, de influencia francesa, o la permanencia de figuras arcaicas más allá del siglo XII, sitúa esta pieza cronológicamente entre los siglos XII y XIII.
En uno de los contrafuertes meridionales del presbiterio hay un fragmento de estrella funeraria romana, un bloque de mármol blanco con una moldura de tipo clásico en uno de los extremos.